# Жадобин, Юрий Викторович
Ю́рий Ви́кторович Жадо́бин (бел. Юрый Віктаравіч Жадобін; род. 14 ноября 1954, Днепропетровск, УССР, СССР) — белорусский военный и государственный деятель, генерал-лейтенант (2009). Председатель Комитета государственной безопасности (2007—2008), государственный секретарь Совета безопасности Республики Беларусь (2008—2009), министр обороны Республики Беларусь (2009—2014).

## Биография
Родился 14 ноября 1954 года в Днепропетровске. В Вооружённых Силах с 1972 года.
В 1976 году закончил Казанское высшее танковое командное училище, в 1985 году — командный факультет Военной академии бронетанковых войск.
С 1976 по 1990 год проходил службу на командных должностях в Вооружённых силах СССР, прошёл путь от командира танкового взвода до командира полка.
С 1990 по 1999 год занимал руководящие должности в системе гражданской обороны Белоруссии и во Внутренних войсках МВД Республики Беларусь.
В 1999 году назначен на должность заместителя Министра внутренних дел — Командующего внутренними войсками.
С сентября 2003 года управлял Службой безопасности Президента Республики Беларусь.
17 июля 2007 года назначен председателем КГБ Республики Беларусь. 15 июля 2008 года назначен государственным секретарём Совета безопасности.
4 декабря 2009 года назначен министром обороны Республики Беларусь. 2 июля 2009 года присвоено воинское звание генерал-лейтенант.
25 ноября 2014 года уволен с военной службы в запас по возрасту с правом ношения военной формы одежды и знаков различия.

## Семья
- Жена — Лариса Александровна, врач, работала старшим преподавателем кафедры экологии человека БГУ.
- Дочь — Александра, капитан внутренней службы, старший юрисконсульт управления правового обеспечения МЧС, замужем за бывшим начальником Минского областного управления МЧС Максимом Шишкановым.
- Сын — Виктор, полковник внутренних войск, командир 6-й отдельной специальной милицейской бригады внутренних войск МВД Республики Беларусь.

## Награды
- Орден святителя Кирилла, епископа Туровского, I степени (20 ноября 2014 года)[4]
- Орден Отечества III степени (11 января 2014 года) — за образцовое выполнение воинского долга, служебных обязанностей, высокий профессионализм и укрепление обороноспособности республики[5]
- Орден «За службу Родине» III степени
- Орден Дружбы (28 июля 2012 года, Россия) — за заслуги в укреплении боевого содружества между Российской Федерацией и Республикой Беларусь[6].
- Орден Красной Звезды
- Медаль «За безупречную службу» I степени
- Медаль «80 лет белорусской милиции»[бел.]
- 29 медалей